# Conjunto Histórico Artístico de Lastres
Lastres es una villa marinera perteneciente al concejo asturiano de Colunga.

## Descripción
El urbanismo de Lastres presenta un blanco caserío escalonado en fuerte declive hasta el puerto con calles estrechas y empinadas. Las casas tienen dos o tres alturas y son ya en piedra
vista o revocadas en blanco, con diversidad de fachadas a base de balcones, galerías acristaladas o corredores tirantes de madera.
En este pintoresco entramado urbano destaca una serie de importantes construcciones con son la Iglesia parroquial de Sta. María de Sábada, construida en el siglo XVIII, según trazas de Manuel Reguera, y otros elementos arquitectónicos de interés, como la Torre del Reloj, Capilla del Buen Suceso y Capilla de San José.

### Datos históricos-artísticos
El máximo apogeo de esta localidad correspondió al siglo XVII, llegando la villa a tener numerosas embarcaciones destinadas a la pesca de bonito, sardina, merluza, ballena, etc.
El pequeño puerto pesquero pasó por diversas vicisitudes.
Fue destruido en el siglo XVIII y mandado reconstruir por cédula de 1773 de Carlos III, pero las obras se detuvieron en 1807 y no se reiniciaron hasta fines de mismo siglo. 
El puerto de Lastres, aunque pequeño, aún registra cierto movimiento pesquero. La industria de la villa de Lastres está relacionada con la explotación de los recursos marinos.

## Delimitación
Partiendo del muelle, sigue por la calle Bajada al Puerto y comprendiendo la totalidad del denominado barrio del Penallín, sigue por la Atalaya a la calle de La Fontana, para continuar por la calle Doctor Pedro Villarta hasta su confluencia con el Camino de la Iglesia y Camino Real, sigue por
el Camino del Fontanfn y, atravesando la carretera a la Venta el Pobre, sube por el barrio de San Pedro, comprendiendo la totalidad del mismo, hasta llegar a la zona denominada La
Colegiata, afectándola en su totalidad, para bajar al barrio de San Antonio y, comprendiendo la totalidad del mismo, terminar al comienzo de la carretera a Colunga, afectando las últimas
edificaciones y solares de Lastres, por este lado. Asimismo, queda afectada toda la línea de costa comprendida entre los extremos de la presente delimitación.